# 号角屋
号角屋（德語：Musterhaus Am Horn或Haus Am Horn，又译「霍恩街之屋」）是德国魏玛的一座住宅建筑，由乔治·穆赫（德語：Georg Muche）设计，为1923年7至9月举办的包豪斯作品展（德語：Bauhaus Werkschaw）而建。此建筑为基于包豪斯设计原则建造的第一栋建筑，对二十世纪建筑及美学的思想及实践产生了革命性的影响。
为符合包豪斯通过实践经验并利用工业进行生产而教学的理念，不少学生参与了此建筑项目。
1996年此建筑作为世界遗产「魏玛、德绍和贝尔瑙的包豪斯建筑及其遗址」的一部分列入世界遗产名录。

## 概况

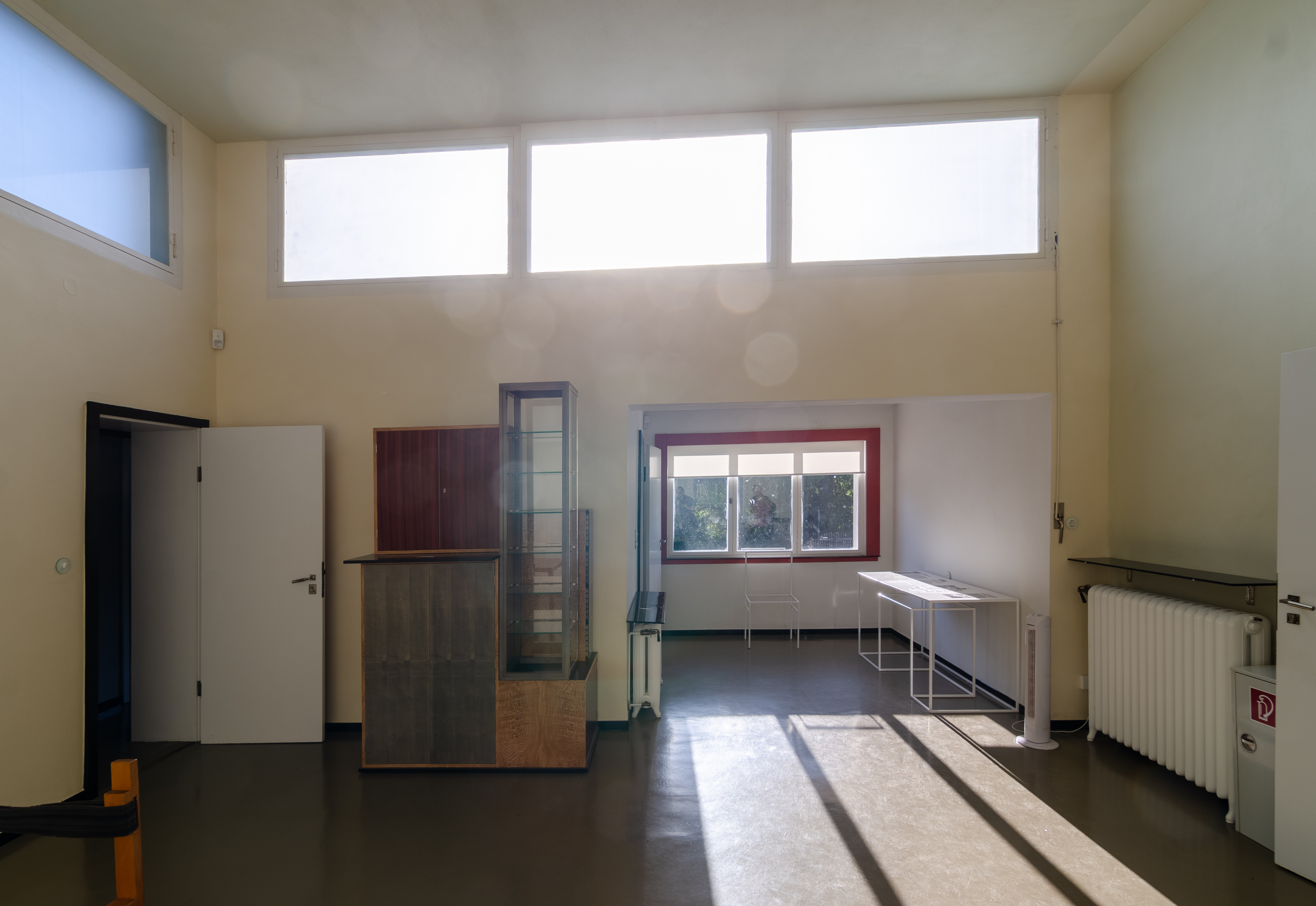
起居室，可见高侧窗与凸出的工作间

号角屋为简单的方形构筑，屋顶平坦，在建造中使用钢材与混凝土。鉴于第一次世界大战时的燃料短缺在当时仍令德国人记忆深刻，此屋于设计建造时特为重视节能。起居室开高侧窗采光，位于建筑中央，其他房间环绕周围，中间的起居室只有一个用以工作的小间凸出而直抵外墙，可以看到屋外。为满足实用功能如洗衣、干衣等，屋中设有一地下室。墙壁有三层：外层为混凝土墙；稍内的隔热层使用一种以泥炭为基础，称为「Torfoleum」的材料建造；最内则为墙衬。南面与西面的窗户更大，屋北面几无开窗。
此屋有四个卧室，按说明分别为女主人房、男主人房、儿童房与客房。屋内尚有厨房、食品储藏室、分离式的饭厅、带凸出工作间的起居室与分离式的洗手间并浴室各一间。此屋配有燃煤的中央供暖，浴室内有容克斯生产的燃气热水器，厨房安装燃气炉。房屋的供暖通风井置于起居室角落中。
此屋远离包豪斯本部校舍而建，位于Am Horn街61号。Am Horn街为奠基時代中上阶层聚居的别墅区，而建屋用地先前则是为包豪斯学校餐厅提供果蔬的菜园。屋中所有大小家具及配件皆在包豪斯的工坊内制成。拉斯洛·莫霍利-纳吉设计屋中灯具，这些灯具在包豪斯的金属工坊中制作；其时尚为学生的马塞尔·布劳耶设计包括嵌入式橱柜在内的家具；阿尔马·西德霍夫-布舍尔为儿童房设计家具与玩具。

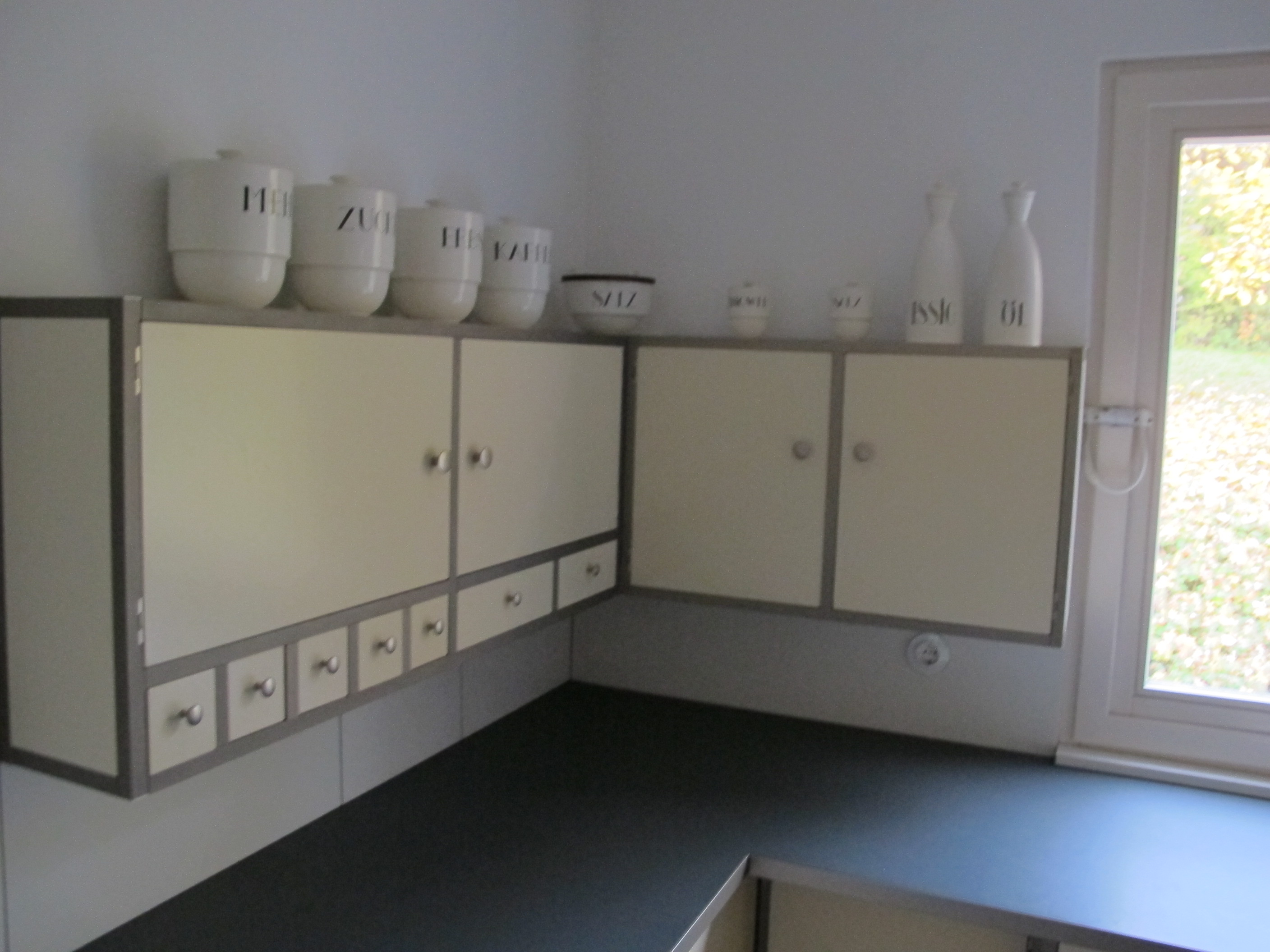
号角屋的厨房，摄于2011年

厨房由贝尼塔·科赫-奥特设计，由埃里希·布伦德尔（1898-1987）建造，是玛格丽特·许特-利霍茨基于1926年设计之法兰克福厨房的灵感来源之一。特奥多尔·伯格勒设计厨房内陶瓷器具，其上各自贴标签以说明应当放入何物。科赫-奥特同时设计并织造儿童房的地毯。
阿尔弗雷德·阿恩特与约瑟夫·马尔坦（1902-1975） 规划内部配色，其方案在1998年至1999年的修复工作中重新发现。他们以使人平静的带绿的黄色布置起居室，并以更明亮的颜色布置此宅较冷一侧的房间。

## 反响
在包豪斯作品展期间，号角屋吸引了不少人的兴趣，前来的观众络绎不绝。当地居民给其「咖啡磨」（德語：die Kaffeemühle）的外号，有此外号是因号角屋有方正的外形与开高侧窗的屋顶，形似二十世纪早期典型款式的咖啡磨。当时媒体作出的反应在理解赞誉同公开抵制之间皆有，而后者更加常见。
号角屋所获评论褒贬不一，其中最受欢迎的物件却是儿童房中西德霍夫-布舍尔设计的玩具以及多功能玩具柜。包豪斯的校长瓦尔特·格罗皮乌斯认为学校因替儿童设计产品而知名，则学校的学术地位将会受损，故此事令他感到不悦。
建筑师密斯·凡·德罗与勒·柯布西耶对房屋的设计表示赞赏，与此同时传统主义者如保罗·舒尔策-瑙姆堡等人则对其加以批判。

## 历史
号角屋为1923年包豪斯设计学校的第一届作品展而建，而包豪斯设计学校则于1919年建于魏玛。建筑基于乔治·穆赫的设计，其人时为包豪斯学校的画家而兼教员。其时有想法认为号角屋将成为预期的包豪斯校园上建筑之典范，而这座预期的校园将有为学校教员提供的住屋，然此设想从未成为现实。由于上述原因，号角屋在德语中有时又称「Musterhaus」，即样板房之意。
格罗皮乌斯有计划由其本人设计此屋，然于一次民主投票中学生选择了穆赫的设计，而其原是穆赫计划为自己与夫人而作之房屋。当时包豪斯学校并无建筑系可主理此项工程，故其工程由格罗皮乌斯本人之建筑公司担纲，仅用四个月即建成此宅。建造过程由阿道夫·梅耶监工。工程由阿道夫·索默费尔德提供的无息贷款注资，其人为犹太裔德国房地产商，而在包豪斯职工及学生帮助下，格罗皮乌斯于1920年至1921年为其人于柏林-利希特费尔德建造一幢别墅，是为索默费尔德屋。

### 展览会后之历史

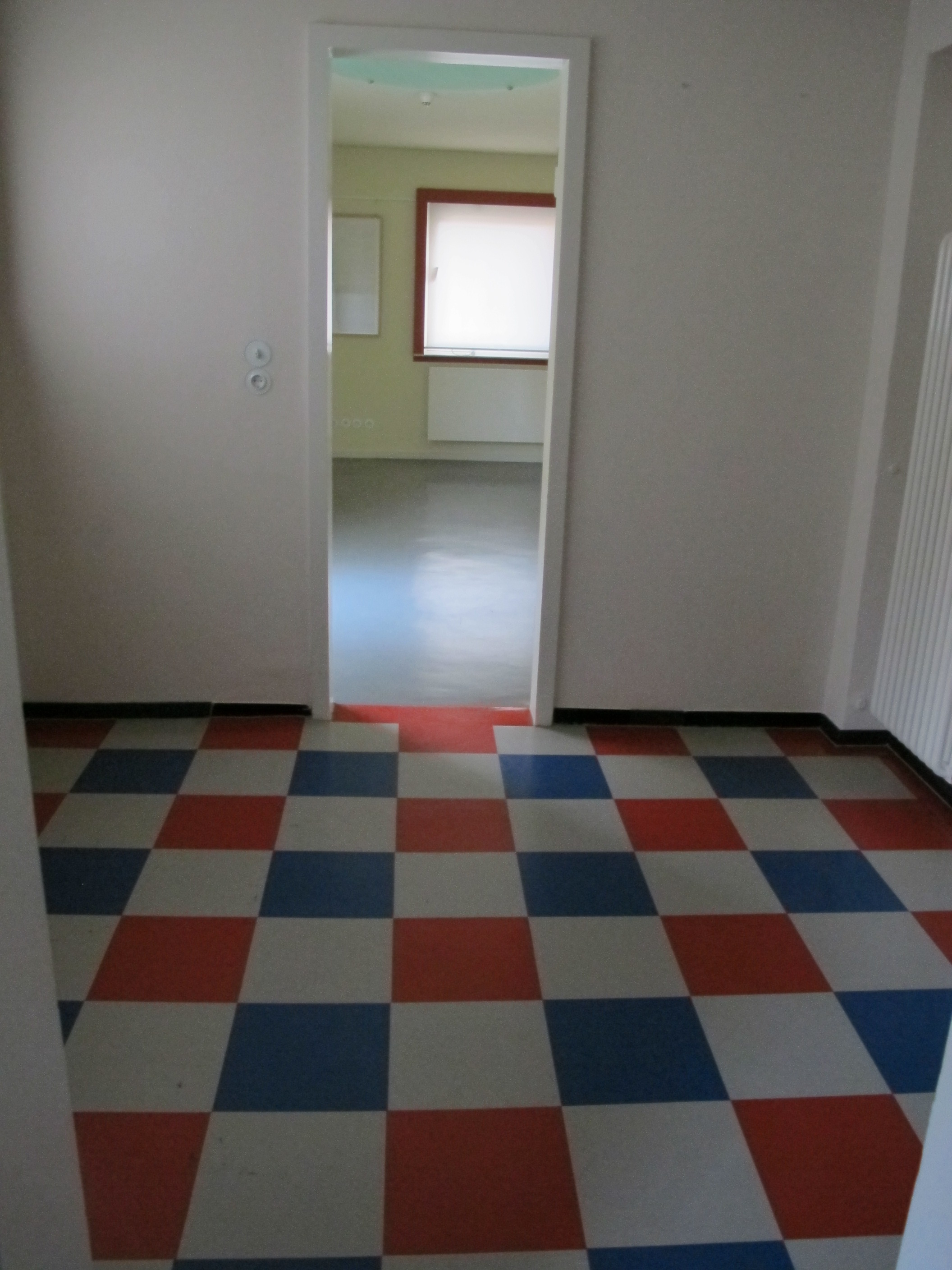
饭厅，视线较远处可见儿童房，摄于2011年11月

展览会持续三个月，其后按业已商定者号角屋及其内部物件成为索默费尔德的私产。1923年12月索默费尔德将此宅投放市场并将家具运往柏林。其中多数物件经年累月已经散失，然德绍包豪斯基金会仍保有「女主人房」的一个梳妆台以及起居室的一架玻璃陈设柜，皆出自马塞尔·布罗伊尔之设计。魏玛包豪斯博物馆保有西德霍夫-布舍尔所设计玩具柜的复制件，其制造约与展览会同时。此三件家具之复制品于号角屋2019年之修整中复造。
1924年9月号角屋售与律师弗朗茨·屈恩，此前其屋一直为空宅。买主雇佣建筑师恩斯特·弗莱明，改动此宅甚多。1926年至1933年间，变化包括增加一阳台、扩张起居室及儿童房、于房西角新辟一室并在屋外开出直通地下室的通道。
1938年4月德意志劳工阵线（德語：Deutsche Arbeitsfront（DAF））迫使屈恩将号角屋售至其手中，规划将其拆除而于其地兴建一座阿道夫·希特勒学校，然二战爆发，计划随之停摆。战争期间DAF以此屋配给一名德军军官与其家人。1945年9月占领此地的苏联武装力量将此屋从DAF充公，划归魏玛市议会管理，而市议会则将此屋租予租户。1951年，此屋成为公有财产（德語：Volkseigenturm），为市议会所有。至1971年止，其屋为多户人家所居，进一步被更动。

### 贝恩德·格伦瓦尔德
1971年贝恩德·格伦瓦尔德（德語：Bernd Grönwald，1942-1991）租入此屋，偕其妻及所生三子居于其中。其人当时是作为魏玛包豪斯大学前身之一的魏玛建筑与土木工程学院（德語：Hochschule für Architektur und Bauwesen Weimar）之建筑理论与建筑史讲师，于1980年任建筑系系主任，又于1986年获任为東德作为建筑及工程研究之中央研究院所的政府机构民主德国建筑学会（德語：Bauakademie der DDR）的副主席。格伦瓦尔德本人亦供职于执政东德的德国统一社会党。
格伦瓦尔德有心于现代主义及包豪斯，其人于东德国内外多次接触前包豪斯学校之学生与职员，其中即有乔治·穆赫。由于其为执政当局所信赖的支持者，格伦瓦尔德并获准赴西方国家进行研究。其修复号角屋因年久及潮湿而损坏之部分地方，并开始推动此屋获得历史纪念物地位之工作，1973年，号角屋获评此称号。1973年9月，格伦瓦尔德于号角屋之起居室张罗一有关此屋历史的小型展览。此宅虽为格伦瓦尔德家私有，其家仍准许公众参观。于其家住在此屋的27年间，逾四万人造访此屋。自1976年开始，格伦瓦尔德组织包豪斯座谈会以促进此屋及包豪斯整体上的研究。
兩德統一之后，格伦瓦尔德难以接受新生活，于1991年1月自杀。其家继续居于号角屋直至1998年5月。

### 1998-2017

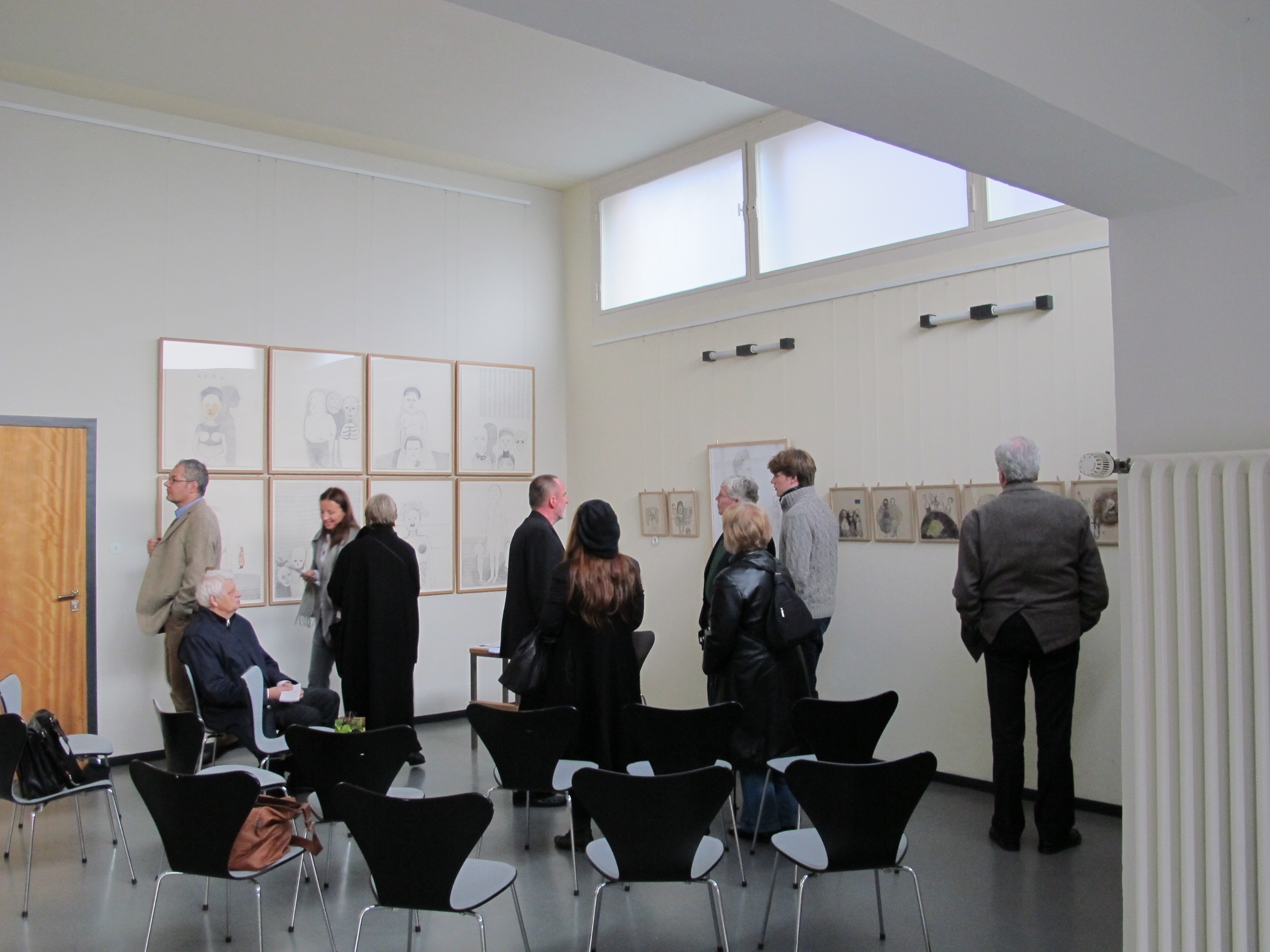
号角屋「起居室」中的一场展览，摄于2011年11月5日

1998至2017年魏玛市将号角屋租赁与魏玛包豪斯大学交友会（德語：Freundeskreis der Bauhaus-Universität Weimar），此组织策划了1998年至1999年的一次修复，移除了1926年至1933年间所增物事。大学之职工与学生使用此屋，于其内举办了超过三十次展览会及超过三百场活动。其一周之内有数日向公众开放。

## 今日之号角屋
自2017年8月始号角屋为魏玛古典基金会所有。
为筹备2019年包豪斯之百周年庆典，2018年至2019年号角屋关闭大修，耗资83万8000欧元。其于2019年5月18日重新开放，是日为格罗皮乌斯诞生136年纪念日。

## 延伸阅读
- Markgraf; Monika (编). . 莱比锡: Spector Books. 2017: 50–63. ISBN 978-3-9590-5154-5 （英语）.
- Kern; Ingolf;  et al. . 慕尼黑: Prestel. 2017. ISBN 978-3791-38253-1.
- Blümm, Anke; Ullrich, Martina (编). . 慕尼黑: Hirmer Verlag/Klassik Stiftung Weimar. 2019. ISBN 978-3-7774-3276-2 （英语）.

## 参看
- 德国贸易联盟联合学校
- 德国世界遗产列表